# Psilanthus fragrans
Psilanthus fragrans là một loài thực vật có hoa trong họ Thiến thảo. Loài này được (Wall. ex Hook.f.) J.-F.Leroy miêu tả khoa học đầu tiên năm 1981.